# 루마케
루마케(이탈리아어: lumache, 단수: lumaca 루마카[*])는 이탈리아의 파스타이다.

## 요리
- 오리 가슴살을 곁들인 루마께 : 이탈리아 북부 피에몬테 지역에서 오리, 아스파라거스와 함께 먹는 달팽이 껍질 모양의 오래된 파스타. 면의 속이 비어있어 표면적이 넓기 때문에 소스가 잘 묻어 풍부한 맛을 즐길 수 있는 것이 특징이다.[1]

## 같이 보기
- 콘킬리에